# Шапошников, Александр Николаевич
Александр Николаевич Шапошников (21 марта 1894, Орехово-Зуево, Московская губерния, СССР — 1972, Орехово-Зуево, СССР) — советский художник и театральный художник, педагог, почётный гражданин города Орехово-Зуево, соавтор памятников «Борцам революции» и В. А. Барышникову, картины «Морозовская стачка 1885 года», брат известного футболиста Алексея Николаевича Шапошникова.

## Биография
- Александр Николаевич Шапошников родился 21 марта 1894 года в Орехово-Зуеве.
- Закончил Никольское начальное училище при фабриках Товарищества Никольской мануфактуры «Саввы Морозова Сын и К°» (сейчас школа № 3 г. Орехово-Зуево).
- В 1916 году окончил в Москве Императорское Строгановское Центральное художественно-промышленное училище.
- С 1916 по 1917 учился в школе прапорщиков и воевал на русско-австрийском фронте.
- В 1917 году вернулся в Орехово-Зуево.
- В 1918 году был призван в ряды Красной армии; служил в караульной роте Московского пехотного полка три года.
- С 1921 года работал в Доме искусств, вёл класс живописи и рисования, преподавал в текстильном техникуме, ФЗУ, в школах города.
- В 1922 году по проекту художников Александра Шапошникова и Владимира Взорова был создан памятник «Борцам революции», который установили во Дворце стачки 19 января 1923 года[1],[2].
- В 1923 году по проекту Александра Шапошникова и Владимира Взорова был создан и установлен в сквере у Зимнего театра Орехова-Зуево памятник В. А. Барышникову[3].
- С 1935 по 1937 годы работал в изостудии Дворца Культуры Текстильщиков под руководством русского (советского) художника Фёдора Николаевича Мюллера (родного брата известного театрального художника, авангардиста, профессора ГИТИС Владимира Николаевича Мюллера)[4]. Совместная работа под руководством Фёдора Мюллера оказала существенное воздействие на художественное творчество Александра Шапошникова[5].
- В 1941 году стал членом Московского Союза художников и Художественного фонда[6].
- В 1947 году перевёлся в Московский областной союз советских художников. Стал членом правления и членом Художественного совета. Известным учеником Александра Шапошникова в этот период стал советский художник Владимир Тихонович Горбунов.
- С 1950-х годов А. Н. Шапошников возглавлял бюро творческой группы и художественный совет. Он также входил в состав правления Московского областного Союза художников[7],[8].
- В 1961 году он вместе с художником Александром Куровым написал одну из своих лучших картин «Морозовская стачка 1885 года».
- С 1955 по 1972 годы А. Н. Шапошников писал пейзажи серии «Старое и новое Орехово-Зуево», занимался административной и педагогической деятельностью в Московском областном Союзе художников.

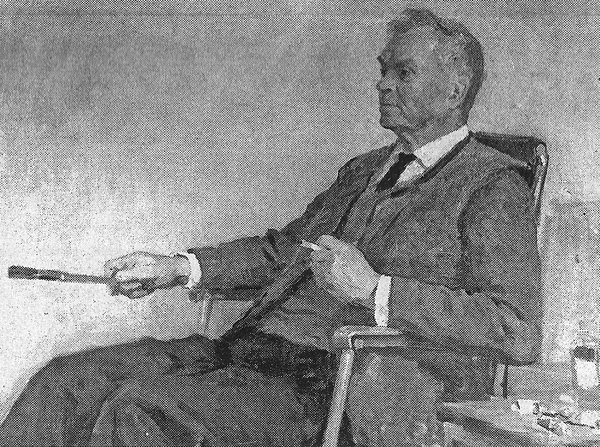
Автопортрет художника Шапошникова А. Н.

- В 1972 году Александр Николаевич Шапошников умер в городе Орехово-Зуево.
- Решением Орехово-Зуевского городского Совета депутатов трудящихся от 14 апреля 1972 года А. Н. Шапошникову присвоено звание «Почётный гражданин города Орехово-Зуево» за большой вклад в дело пропаганды революционных традиций орехово-зуевцев средствами изобразительного искусства[9].

## Семья
Младший брат художника, Алексей Шапошников, был звездой в советском футболе.

## Художественный стиль
Социалистический реализм, пейзаж

## Некоторые художественные работы
- «Борцам революции», памятник, 1923 (в соавт. с Взоровым);
- «В. А. Барышникову», памятник, 1923(в соавт. с Взоровым);
- «Рабочий дворик», картина, 1947;
- «Морозовская стачка 1885 года», 1961 (в соавт. с Куровым);
- «Старое и новое Орехово-Зуево», серия тематических пейзажей;
- «Март», картина (приобретена Третьяковской галереей);
- Оформление спектаклей «Аскольдова могила», «Царская невеста», «Евгений Онегин», «Русалка», «Демон» в «Зимнем театре» города Орехово-Зуево.